# Adjuvantní chemoterapie
Adjuvantní terapie (také pomocná terapie) je termín používaný k popisu role jedné konkrétní terapeutické modality ve srovnání s jinými terapeutickými modalitami využitými současně k terapii téhož onemocnění u téhož pacienta. Adjuvantní terapie odkazuje na další léčbu, obvykle po operaci, kdy už byla všechna zjistitelná ložiska nádorového onemocnění odstraněna, avšak v terapii se stále pokračuje, protože existuje statisticky prokázané riziko nepozorovaného průběhu onemocnění. V případě, že operace neproběhla tak, že byla odstraněna všechna ložiska onemocnění, technicky již není následná terapie terapií adjuvantní.

## Adjuvantní terapie
Typickou adjuvantní terapií radioterapie nebo systémová terapie (tedy chemoterapie, imunoterapie, biologická terapie či hormonální terapie) přicházející po úplném chirurgickém odstranění makroskopicky patrného ložiska. Příčinou toho, že některé nádory mohou v těle pacienta přetrvávat po operačním odstranění ložiska, je existence tzv. mikrometastáz. Mikrometastáza je metastáza, jejíž velikost je natolik malá, že uniká diagnostickým snahám, ovšem je natolik velká, že může dát vzniknout novému nádorovému onemocnění. Cílem adjuvantní léčby je likvidace předpokládaných mikrometastáz, čímž je zlepšeno celkové přežití nemocných.
Protože je riziko vzniku metastáz v zásadě pouze statistické a nelze bezpečně určit, zda ten který konkrétní pacient má mikrometastázy, je zde riziko zbytečné zátěže již vyléčeného pacienta poměrně agresivní onkologickou terapií. Z toho důvodu je adjuvantní terapie indikována pouze v takových případech, kdy je riziko přítomnosti mikrometastáz větší než riziko plynoucí z podávání onkologické terapie.

## Neoadjuvantní terapie
Neoadjuvantní terapie je onkologickou terapií, která je prováděna ještě před hlavní léčbou. Cílem neoadjuvantní terapie není vyléčit nádorové onemocnění, ale zvýšit pravděpodobnost terapeutického úspěchu hlavní terapeutické metody, obvykle tedy chirurgického výkonu.
Obvyklým příkladem neoadjuvantní terapie je podání chemoterapie před chirurgickým odstraněním nádoru. To vede ke zmenšení primárního nádorového ložiska a tím se zpřesní, usnadní nebo dokonce umožní vlastní chirurgický výkon.